# El Cornàs
El Cornàs és un indret del terme municipal de Conca de Dalt, a l'antic terme de Toralla i Serradell, al Pallars Jussà, en territori del poble de Serradell.
Està situat en una carena que davalla cap al sud des de la Serra de l'Estall i de la Muntanya de Sant Aleix, a l'extrem nord-occidental del terme municipal, a la Vall Alta de Serradell. És a l'esquerra de la llau del Cornàs.